# 哈蒂謝
50°18′16″N 36°51′50″E / 50.30444°N 36.86389°E

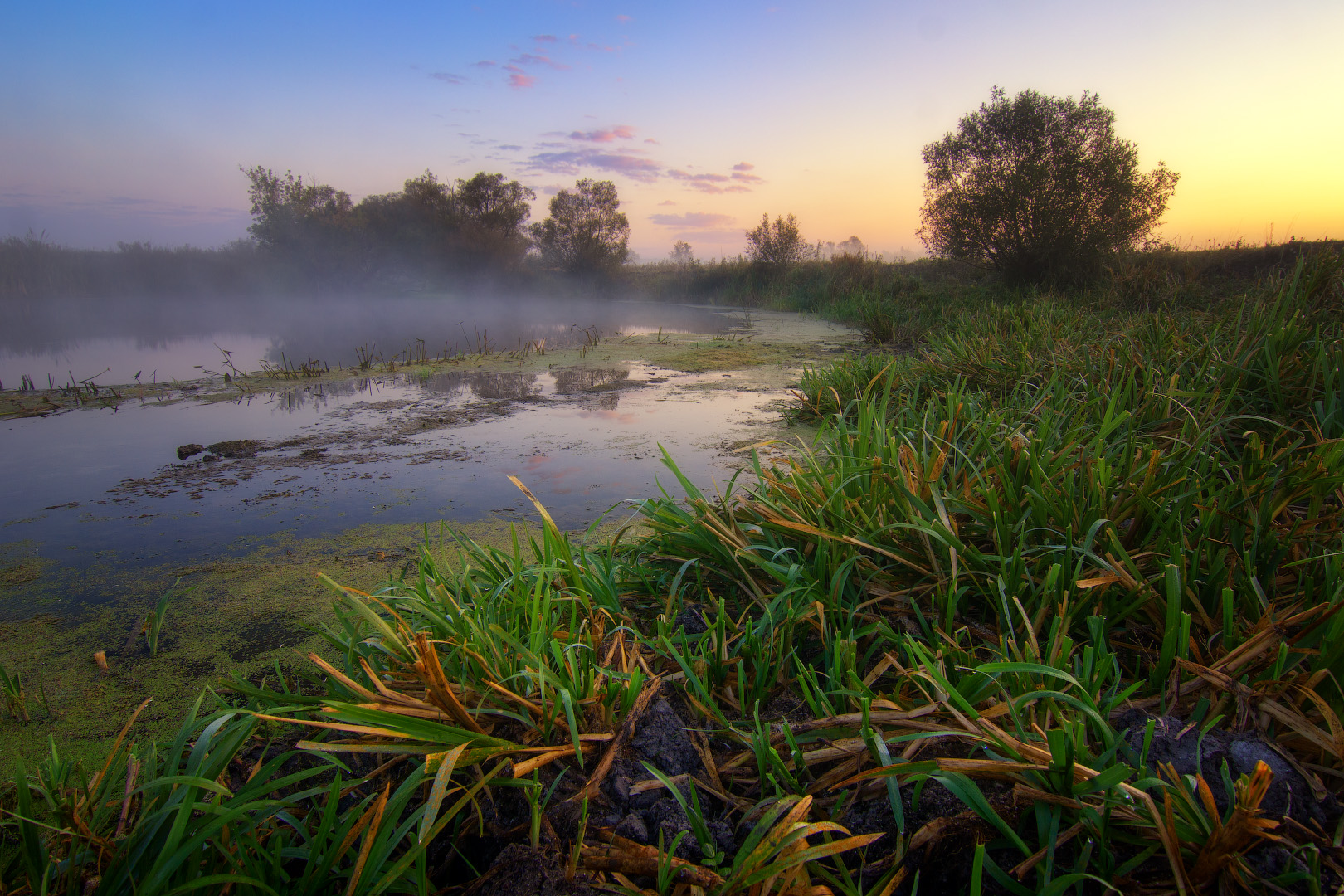
风景

哈蒂謝（羅馬化：Hatyshche）是位於烏克蘭東部的村莊，由哈爾科夫州丘胡伊夫区的沃夫昌斯克市鎮負責管轄。該村始建於1625年，面積0.11平方公里，海拔高度114米，2001年人口509，人口密度每平方公里4,669.7人。
2022年2月24日，当地被俄罗斯占领。随后乌克兰于当年晚些时候收复该地。2024年5月10日，当地再次被俄罗斯军队占领。